# Digras
Digras là một thành phố và là nơi đặt hội đồng đô thị (municipal council) của quận Yavatmal thuộc bang Maharashtra, Ấn Độ.

## Địa lý
Digras có vị trí 18°44′B 77°14′Đ / 18,73°B 77,23°Đ Nó có độ cao trung bình là 475 mét (1558 feet).

## Nhân khẩu
Theo điều tra dân số năm 2001 của Ấn Độ, Digras có dân số 39.169 người. Phái nam chiếm 52% tổng số dân và phái nữ chiếm 48%. Digras có tỷ lệ 72% biết đọc biết viết, cao hơn tỷ lệ trung bình toàn quốc là 59,5%: tỷ lệ cho phái nam là 79%, và tỷ lệ cho phái nữ là 65%. Tại Digras, 14% dân số nhỏ hơn 6 tuổi.